# Douglas C-124 Globemaster II
Douglas C-124 Globemaster II (nadimak "Old Shakey") bio je teretni zrakoplov velike nosivosti izgrađen u zrakoplovnoj tvrtki Douglas u Long Beachu, Kalifornija.

## Razvoj i dizajn
C-124 je razvijan između 1947. i 1949. godine na osnovi Douglas C-74 Globemaster prototipa iz Drugog svjetskog rata i na zapažanjima nastalim tijekom Berlinskog zračnog mosta. Zrakoplovu su pokretala četiri velika Pratt & Whitney R-4360 klipna motora koja su proizvodila 3.800 KS. Teret se u zrakoplov utovarivao uz pomoć hidraulički pokretane rampe kroz velika teretna vrata koja su se kao školjka otvarala na donjem nosnom dijelu i preko teretnog "lifta" ispod zadnjeg dijela trupa. Avion je bio sposoban ponijeti 31.100 kg tereta u 23,5 metara dugom prostoru. Dio tereta se mogao podići u dva gornja teretna prostora trupa gdje se u svaki moglo smjestiti 7.000 kg. Kao teretni prijevoznik zrakoplov je mogao nositi tenkove, topove, kamione i druge teške uređaje, dok je u putničkom svojstvu na svoje dvije palube mogao prevesti 200 potpuno opremljenih vojnika ili oko 127 bolesnika s njihovom pratnjom. U to vrijeme bio je jedini zrakoplov sposoban za prijevoz teške opreme bez njihovog prethodnog rastavljanja. 
C-124 je prvi puta poletio 27. studenog 1949. a isporuke su počele u svibnju 1950. Sljedeća inačica C-124C imala je snažnije motore i ugrađen APS-42 vremenski radar u izbočini nosa aviona. Na vrhovima krila bili su ugrađeni grijači s unutarnjim izgaranjem koji su uz grijanje kabine služili i za odleđivanje površina krila i stabilizatora. Kasnije je i prvotna inačica opremljena ovim uređajima.  

## Operativna povijest
Prva isporuka od 448 proizvedenih zrakoplova počela je u svibnju 1950. i trajala je do 1955. godine. C-124 je korišten tijekom korejskog rata i misiji „Duboko zamrzavanje“ na letovima za Antarktik. S njima je vršena dostava tereta za vojsku SAD-a širom svijeta, uključujući i letove u jugoistočnoj Aziji, Africi i drugdje. Od 1959. do 1961. su prevozili rakete "Thor" preko Atlantika u Englesku. C-124 je također opsežno korišten u Vijetnamskom ratu. 
"Strateška komanda Američkih zračnih snaga" je bila prvotni korisnik a u svojoj floti od 1950. do 1962. imala je 50 C-124 Globemaster aviona. Četiri američke eskadrile strateške podrške također su koristile ovaj zrakoplov. Primarni zadatak bio je prijevoz nuklearnog oružja između zračnih baza i osiguranje zračnog mosta za prijevoz osoblja i opreme tijekom vježbi i pregrupiranja u udaljenim bazama. Primarni korisnik do siječnja 1966. godine bio je američki "Vojni prijevozni servis". Organizacija je tada postala "Vojna komanda zračnog prijevoza" (eng.: Military Airlift Command (MAC)). Ubrzo nakon što je formiran MAC, zadnji preostali C-124 primjerci su pripali postrojbama "Zrakoplovnih rezervi SAD-a" (eng. Air Force Reserve) i "Zračnoj nacionalnoj gardi".  

## Tehničke karakteristike
Osnovne karakteristike
- posada: 6
- dužina: 40 m
- raspon krila: 53,6 m
- površina krila: 233,2 m2
- visina: 14,7 m

Letne karakteristike
- najveća brzina: 520 km/h
- dolet: 3.500 km
- najveća visina leta: 10.000 m
- specifično opterećenje krila: 379 kg/m2
- motor: 4 zvjezdasta Pratt & Whitney R-4360 "Wasp Major" motora

## Vanjske poveznice
- C-124 Globemaster II - nationalmuseum.af.mil